# Profundidad de Curie
En geofísica, la profundidad de Curie es la profundidad en la cual las rocas de una zona geográfica específica se encuentran a la temperatura de Curie. Esta profundidad se puede aproximar en base a los datos de estudios de aeromagnéticos a partir del uso de análisis espectral o de modelado.